# Partenope
În mitologia greacă, Partenope sau Parthenope (în greaca veche: Παρθενόπη / Parthenope, „cea care are înfățișarea unei fete”, din greaca veche παρθένος / parthenos, „fată”, „fecioară”) este una dintre sirene.
Era fiica Melpomenei și a lui Achelous, și mama lui Everes prin Heracles.

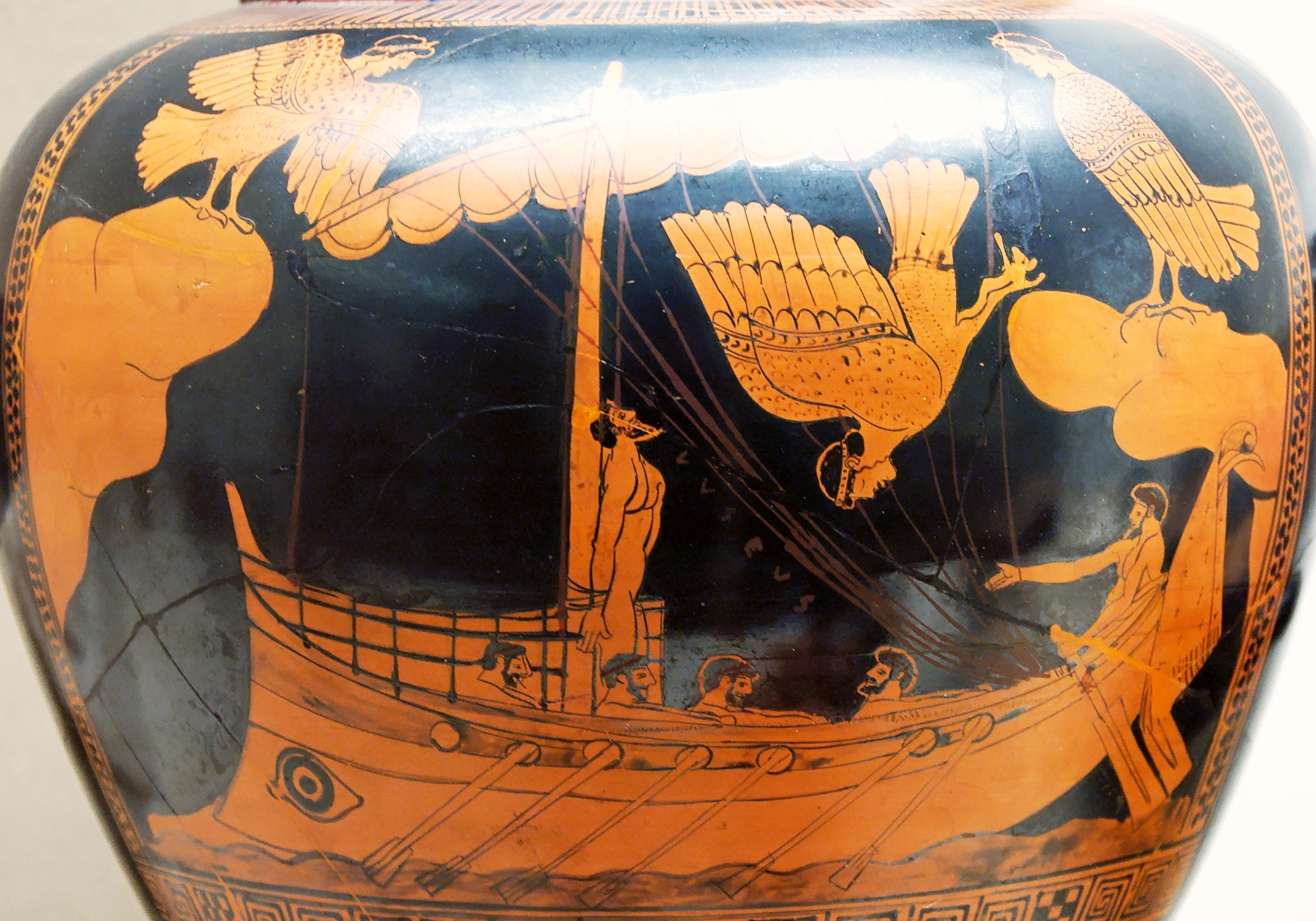
Ulise ispitit de sirene

Potrivit legendei, ea se îndrăgostește de Ulise, care revenea de la Războiul troian, dar, disprețuită de acesta, ea se aruncă în mare. Strabon menționează faptul că templul ei se situa la Neapolis, actualul Napoli, unde locuitorii celebrau jocuri gymnice în onoarea sa.
Ea a dat și numele efemerei Republici Parthenopene, capitala fiind Napoli.

## Evocări artistice
Acest mit a inspirat mai mulți libretiști și compozitori care au făcut opere:
- Domenico Sarro: Partenope pe un libret de Silvio Stampiglia, creat la Napoli în 1722 ;
- Leonardo Vinci: Partenope sau Rosmira fedele, pe același libret, creată la Veneția în 1725 ;
- Haendel: Partenope, pe același libret, creată la Londra în 1730 ;
- Antonio Vivaldi: Rosmira, creată la Veneția în 1738 ;
- Pietro Pellegrini: Rosmira fedele, creată la Milano ;
- Gioacchino Cocchi: Rosmira fedele, creată la Veneția în 1753 ;
- Felice Giardini: Rosmira fedele, creată la Londra în 1757 ;
- Johann Adolph Hasse: Partenope, pe un libret de Pietro Metastasio, creată în 1767.

## Astronomie
Astronomul italian Annibale de Gasparis a denumit asteroidul descoperit de el (în 1850) 11 Parthenope.

## Sursă
- Strabon, Geografia (V, 4, 7).